# Семилуженская волость
Семилу́женская во́лость (также название писалось как Семилу́жная во́лость или Семилу́жская во́лость) — административно-территориальная единица, входившая в состав Томского уезда (округа) Томской губернии в 1804—1924 гг. При этом сама волость была образована до создания Томской губернии, в 1775 году.
Административный центр — село Семилужки (ныне это село в составе Воронинского сельского поселения Томского района Томской области).

## Территория в настоящее время
Территория бывшей волости является частью восточных земель Томского района Томской области (административный центр и района и области — город Томск).
Волостной административный центр село Семилужки в советское время являлся административным центром территорий Семилуженского сельского совета; в настоящее время — поселение в составе Воронинского сельского поселения. Здесь расположен памятник семилуженскому русскому оборонному острогу и памятники русского быта XVIII—XIX вв.

## Расположение
Волость объединяла окрестные сёла и деревни восточнее Томска преимущественно вдоль Иркутского гужевого тракта (Сибирский тракт). От Томска село Семилужки находится в северо-восточном направлении на расстоянии (по прямой) 30 км (34 версты), по дорогам расстояние составляло ок. 40 км (чуть более 45 вёрст).
Волость граничила преимущественно с волостями Томского уезда.
Окружение волости в 1913 году:
| N-W: Петропавловская волость        | N: Александровская волость          | N-O: Ново-Кусковская и Воронино-Пашенская волости |
| W: губернский город Томск           | . Семилужская волость               | O: Зырянская и Ишимская волости                   |
| S-W: Спасская и Петуховская волости | S: Петуховская и Кайлинская волости | S-O: Ишимская волость                             |

## История
Волость была образована сельским сходом в конце XVIII века, с 1804 года волость — в составе Томской губернии. Крупное купеческое село было первой ямщицкой станцией к востоку от Томска на великом гужевом пути России — Большом Сибирском тракте. От Томска до Мариинска этот путь носил местное наименование Иркутский тракт. Само русское казацкое село Семилужки, административный центр территории, возникло не позднее 1609 года, когда оно упоминается в летописях как опорный пункт (казацкая засека и острожек), задержавший набег племён сибирских кочевников с востока на Томск.
При строительстве мельницы и храма Семилужки стали селом и здесь было решено основать волостное правление, которое охватывало соседние сёла и деревни: с. Семилужки, д. Еловка, д. Лубенцы, д. Воронино, д. Крестинино, д. Ново-Михайловка, д. Милоновка, д. Николаевка, д. Ново-Каменка, с. Халдеево и др.
В 1852 году в Семилуженском (также в те годы встречается наименование Семилужки) строится богадельня (оказание помощи трём десяткам отбывших наказание в Сибири и утративших трудоспособность), а в 1856 году — школа, в дальнейшем ставшая основой сельского училища. В эти годы здесь действует государева почтовая станция. В селе находился первый от Томска на восток этапный тюремный острог — место остановки и передержки заключённых преступников при перемещении их между тюрьмами и каторгами: перемещение, отправка по этапу. Расстояние в 212 вёрст от города Томска до Мариинского «полуэтапа» ссыльнокаторжные преодолевали с восемью остановками для ночёвок в сёлах Семилужки, Халдеево, Турунтаево, Ишиме, Колыоне, Почитанской, Берикуле и Подъельничной. В Халдееве, Ишиме и Подъельничной производилась смена конвойных команд, состоявших обычно из офицера, фельдфебеля, трёх или четырёх унтер-офицеров и до 40 рядовых стражников.
Особое экономическое оживление, зажиточность село получило в конце XIX — начале XX веков, в период массового переселения крестьян центральной и западной России в Сибирь, в период Столыпинской реформы и программ государственной помощи развитию крестьянства в Сибири. Недалеко от Семилужков стали возникать новые деревни и хутора переселенцев, крестьяне начали поставки фуража и продовольствия в европейскую часть России. Село, являясь транспортным узлом и волостным центром, стало богатым, зажиточным, торговым.
В 1808 году в селе Семилужном была построена церковь во Имя Сретения Господне, где в 1894 году была открыта церковно-приходская школа. В 1898—1899 гг. здесь обучалось 13 мальчиков и 15 девочек, учителем был священник Василий Стуков. Однако обучать детей начали гораздо раньше. В 1856 году в селе открылось первое одноклассное сельское училище, уже 1887—1888 годах здесь обучалось 29 мальчиков и 10 девочек, а 1892 году их составило 44 ребёнка. Отмечалось, что двое мальчиков окончили училище с правом на воинскую льготу. В «Памятной книжке Западно-Сибирского учебного округа» есть запись от 1 июля 1903 года о том, что одноклассное училище в волостном селе Семилужном преобразовано в двуклассное. Из 126 детей села здесь учились 57 человек. Открытая в 1865 году в Семилужках общегражданская начальная школа (не церковно-приходского типа!) считается самым первым школьным учреждением на всей территории современного Томского района (исключая Томск).
В 1859 году в селе насчитывалось 190 дворов, в них проживало 1001 человек, в том числе 559 мужчин и 442 женщины; в 1893 году было 186 дворов и проживало также ок. 1000 человек. В 1911 году в селе жили 1402 человека, в том числе 761 мужчина и 641 женщина. Основным занятием местного населения, в связи с резким падением перевозок по Сибирскому гужевому тракту (южнее запущена Томская железная дорога, Транссиб, который обошёл стороной Томск), являются земледелие: хлеборобство, а также выращивание ржи, овса, ячменя, просо.
Случались яркие события в местной жизни. В 1891 году для совершения молебна и поклонения Образу Спасителя в Семилуженской церкви Вознесения Господня провёл сутки путешествующий по Сибирскому тракту из Японии наследник престола цесаревич Николай, будущий император российский Николай II.

К началу XX века от дворничества и постоялых дворов получали постоянные доходы не менее 1/3 из всех семилуженских хозяйств. Кроме земледелия организована первичная переработка сельхозпродукции. Действует волостная мельница. Село дышит полной грудью: здесь действуют волостные органы власти, почтовая станция, несколько церквей, школы (церковно-приходская и начальная), сельское училище, ремесленные мастерские (кузнечное дело, изготовление тележных кузовов из берёзового леса, ремонт и изготовление сбруи, изготовление бытовых изделий из дерева). В селе развита торговля: в 1900 году насчитывалось 6 различных купеческих лавок, трактир для путешествующих и одна казённая винная лавка.
В 1913 году выделением части северных территорий Семилуженской волости была создана новая отдельная Александровская волость с центром в селе Александровском.
Во время Гражданской войны село понесло сильные издержки. Практически всё поголовье лошадей и иной скот было мобилизовано осенью 1918 года при формировании 1-й и 2-й Сибирских Армий (1-й Томский казачий корпус и 1-я Томская дивизия), парней также забирали в белогвардейские армии Колчака.
С приходом Красной Армии в район Томска и с установлением советской власти в 1920 году был образован Сельский совет рабочих, крестьянских и красноармейских депутатов волостного центра села Семилужки Томского уезда Томской губернии. Сельсовет, новый орган местной исполнительной власти, не заменял собой органы управления Семилуженской волостью — волостной революционный комитет (волревком), волостной исполнительный комитет (волисполком), волостной военный комиссариат (военкомат), волостной комитет партии большевиков (волостком РКП(б), 1920—1924). Волостревком разместился в бывшем царском путевом дворце, — в доме, в котором останавливался в 1891 году цесаревич Николай (Николай II). Ныне это здание сельской почты.
В 1920 году на территории Семилужной волости проживало 11681 человек. Женского населения насчитывалось 3549, мужского — 3400 человек, детей — 4732. В волости насчитывалось 11 школ, из них в условиях Гражданской войны действовало лишь 7 школ. Остальные школы не работали из-за отсутствия учителей, помещений и т.д. Сельское училище было опять разукрупнено в начальную и неполную среднюю школу. На 15 апреля 1923 года по волости насчитывалось: 1 библиотека 2 избы читальни, 10 школ и 1 детдом. В Семилужном имелось: 1 библиотека, 1 изба читальная, 1 школа, 1 детдом. Общее число учителей в волости было невелико: около 40 человек. 22 сентября 1921 года решением местной власти в Семилужках был организован Дом ребёнка, который действует и в настоящее время как Семилуженский детcкий дом.
В эти годы за селом окончательно закрепляется современное наименование: Семилужки.
Волость просуществовала до 1924 года, затем была присоединена к Спасской укрупненной волости (с 1925 года — Коларовский (Томский) сельский, пригородный район).

В 1925 году Сибревком осуществляет административную реформу в Зауральской части РСФСР. Губернии, уезды и волости ликвидируются, на месте бывшей Томской губернии создаётся Сибирский край. В его составе образуется Томский округ. Волости или ликвидируются, или преобразуются в более укрупнённые образования — районы (кампания по районированию). В Томском округе формируются, в том числе, городские районы Томска и 2-х пригородных томских сельских районов, ранее являвшихся Спасской укрупнённой волостью (она становится Коларовским районом, сразу же переименованный во 2-й Томский район) и Петропавловской волостью (Северный район, переименован в 1-й Томский район).  Сюда, во 2-й Томский район, входит и Семилуженский сельсовет (Семилуженский сельсовет Томского (Коларовского) района Томского округа Сибирского края РСФСР).
В 1925 году деревянное здание сельской школы сгорело, школа была перенесена в помещение ликвидированного волостревкома — бывший царский путевой дворец. Здесь обучались дети начальных и старших классов. В 1926—1928 гг. в Семилужках существовала двухкомплектная школа в рамках Всеобуча и борьбы с неграмотностью в РСФСР (20% жителей села были тогда неграмотными).
В дальнейшем село Семилужки утеряло статус административного центра — сначала волостного, а с 1990-х — сельсовета.

## Легенды Семилужской волости
7 июля 1702 года в деревне Крестининой (Кристинино), что восточнее Томска, но в Томском же округе (уезде), …в доме вдовы Саломеи Прокопьевой лежал на смертном одре сын «древнего воина Саввы Рожнева» Григорий Рожнёв. Отчаявшиеся родственники, окружившие постель, ожидали скорого разлучения его души от тела. Больной метался в бреду и вдруг невидимой силой был подброшен прямо к потолку, потом стал быстро говорить, будто отвечая на чьи-то вопросы. Наконец, он воскликнул: «Всё сиё, Господи, сотворю, помилуй мя». После этого Григорий пришёл в себя и к изумлению собравшихся сообщил, что он совсем здоров. Но ещё больше все изумлялись тому, откуда взялся на божнице в переднем углу образ святого Николая Мирликийского—Святителя… Так описывается явление Чудотворной иконы Святителя Николая. В том же году Икона, крестным ходом, из Вознесенской церкви села Семилуженского (место нахождения иконы по условиям явления), была впервые внесена в Томск. С этого года был установлен ежегодный крестный ход с Чудотворной иконой из села Семилуженского в Томск. В начале XVIII века в Томске была составлена «Повесть о чудесном явлении иконы святителя Николая», являющаяся памятником ранней духовной литературы в Сибири. С тех давних пор Семилужки стали местом паломничества сюда многих русских православных людей.
Вспоминают, что в 1850-х гг. пешком из Томска на поклонение иконе ходил Святой Старец Фёдор Кузьмич (Феодор Томский). Здесь молились святые Даниил Ачинский (сосланный когда-то на каторгу в Сибирь) и Иннокентий Иркутский, первый правящий православный епископ Восточной Сибири. В томской истории отмечено, что в 1891 году совершить молебен и поклонение образу в Семилуженской церкви Вознесения Господня побывал путешествующий по Сибирскому тракту из Японии наследник престола цесаревич Николай. С пастырским визитом в селе неоднократно бывал Преосвященный о. Макарий (Невский) — томский епископ, официально причисленный к лику святых.